# Крижовљан Радовечки
Крижовљан Радовечки је насељено место у саставу општине Цестица у Вараждинској жупанији, Хрватска. До територијалне реорганизације у Хрватској налазио се у саставу старе општине Вараждин.

## Становништво
На попису становништва 2011. године, Крижовљан Радовечки је имао 253 становника.

## Попис1991.
На попису становништва 1991. године, насељено место Крижовљан Радовечки је имало 300 становника, следећег националног састава:
| Попис 1991.‍ | Попис 1991.‍ | Попис 1991.‍ | Попис 1991.‍ | Попис 1991.‍ |
| ----------- | ----------- | ----------- | ----------- | ----------- |
|             |             |             |             |             |
| Хрвати      | Хрвати      |             | 296         | 98,66%      |
| Југословени | Југословени |             | 1           | 0,33%       |
| Словенци    | Словенци    |             | 1           | 0,33%       |
| Срби        | Срби        |             | 1           | 0,33%       |
| непознато   | непознато   |             | 1           | 0,33%       |
| укупно: 300 |             |             |             |             |